# Los gozos y las sombras
Los gozos y las sombras (Les Joies et les Ombres) est une série télévisée basée sur le roman homonyme de l'écrivain Gonzalo Torrente Ballester, qui se déroule en Galice sous la Deuxième République. Elle a été diffusée pour la première fois sur la première chaîne de la télévision espagnole, TVE1, en mars 1982 et a été diffusée dans d'autres pays comme l'Uruguay ou l'Argentine. 
Adaptée et produite par Jesús Navascués, et dirigée par Rafael Moreno Alba, les treize chapitres ont été supervisés par l'auteur de l'œuvre originale et le succès a été tel que, vingt-cinq ans après sa publication en 1957, le roman est devenu un véritable phénomène d'édition.
Les scènes du lieu fictif où la série se déroule (Pueblanueva del Conde) ont été tournées en 1981 dans le centre historique de la ville de Pontevedra et dans le petit village de pêcheurs de Bueu. De nombreuses scènes d'intérieur ont été tournées à Madrid. 

## Intrigue
Pueblanueva del Conde, un village imaginaire situé quelque part dans les rias galiciennes entre 1934 et 1936, au début de la Guerre Civile Espagnole, voit comment les airs de changement social et économique modifient l'ordre traditionnel établi. Les anciens propriétaires terriens cèdent la place aux nouveaux seigneurs de l'argent et l'ancienne flotte de pêche résiste à l'industrie moderne des chantiers navals.
Le retour tant attendu de Carlos Deza, le dernier membre de la lignée des Churruchaos, qui dirigeait Pueblanueva del Conde depuis des temps immémoriaux, est considéré dans le village comme la dernière chance de disputer la suprématie de Cayetano Salgado, le nouveau maître de Pueblanueva, qui l'exerce en toute impunité grâce à son pouvoir économique.
La lutte, qui touche également le domaine des passions, est la chronique de l'agonie des dernières familles rentières traditionnelles de Galice jusqu'à ces années, qui assistent au décollage de la nouvelle industrie, ainsi qu'à la poussée des immigrants qui reviennent enrichis de l'étranger.

## Fiche artistique

### Personnages principaux
- Eusebio Poncela (Carlos Deza)
- Amparo Rivelles (Doña Mariana Sarmiento)
- Charo López (Clara Aldán)
- Carlos Larrañaga (Cayetano Salgado)
- Rosalía Dans (Rosario 'La Galana')
- Santiago Ramos (Juan Aldán)

### Personnages secondaires ou épisodiques
- Manuel Galiana (Paquito)
- Rafael Alonso (Don Baldomero)
- José María Caffarel (Don Lino)
- Eduardo Fajardo (Fray Eugenio)
- Isabel Mestres (Inés Aldán)
- Tito García (Cubeiro)
- María Casal (Carmiña)
- Fernando Sánchez Polack (Le Cubain)
- Verónica Luján (Lucía)
- Carmen Roldán (Germaine)
- María Vico (Rucha)
- Laura Cepeda (Rucha fille)
- Julia Trujillo (La Galana)
- Walter Vidarte (Xirome)
- Pilar Bardem (Guérisseuse)

## Fiche technique
- Jesús Navascués - Adaptation et production
- Rafael Brune Aube - Direction et réalisation
- José García Galisteo - Photographie
- Nemesio García Voie - Musique originale
- Pedro du Roi - Montage
- Eduardo Hidalgo - Décorateur
- Javier Artiñano - Costumier
- Gonzalo Torrent Ballester - Superviseur général de la série

## Prix et candidatures
Photogrammes d'Argent 1982
| Catégorie                         | Personne        | Résultat  |
| --------------------------------- | --------------- | --------- |
| Meilleur interprète de télévision | Charo López     | Gagnante  |
| Meilleur interprète de télévision | Eusebio Poncela | Candidat  |
| Meilleur interprète de télévision | Amparo Rivelles | Candidate |

Prix TP d'Or 1982
| Catégorie                | Personne                 | Résultat |
| ------------------------ | ------------------------ | -------- |
| Meilleur série nationale | Meilleur série nationale | Gagnante |
| Meilleure actrice        | Charo López              | Gagnante |

Prix Ondes
| Catégorie              | Résultat |
| ---------------------- | -------- |
| National de Télévision | Gagnante |

Prix ACE (New York)
| Catégorie                        | Personne                      | Résultat |
| -------------------------------- | ----------------------------- | -------- |
| Meilleure série de télévision    | Meilleure série de télévision | Gagnante |
| Meilleur directeur de télévision | Rafael Brune Aube             | Gagnant  |